# Будайлык
Будайлык (кирг. Будайлык) — село в Ноокатском районе Ошской области Кыргызстана. Входит в состав Мирмахмудовского айылного аймака.

## География
Село расположено в западной части области, на левом берегу реки Кыргыз-Ата, на расстоянии приблизительно 12 километров (по прямой) к югу от города Ноокат, административного центра района. Абсолютная высота — 2051 метр над уровнем моря.

## Население
Согласно оценочным данным Национального статистического комитета Кыргызской Республики, численность населения села на начало 2023 года составляла 162 человека.
| год     | 2009 | 2014 | 2015 | 2020 | 2021 | 2023 |
| ------- | ---- | ---- | ---- | ---- | ---- | ---- |
| человек | 111  | 134  | 134  | 146  | 151  | 162  |